# 赤法花

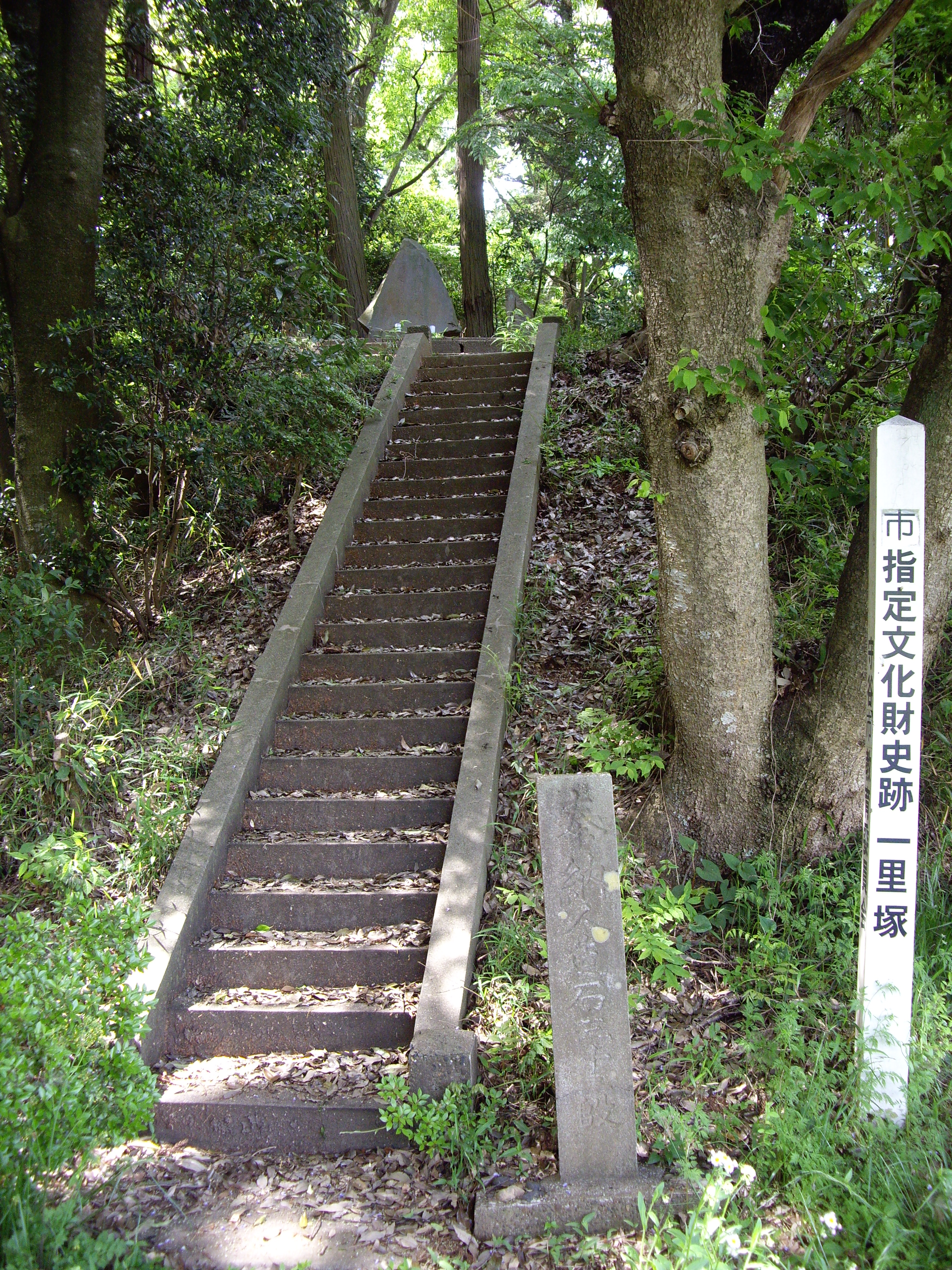
庚申塚（一里塚）

赤法花（あかぼっけ）は、茨城県守谷市の大字。旧北相馬郡赤法花村。郵便番号は302-0111。当用漢字が定められる前は赤法華と表記された。

## 地理
守谷市東部に位置する。地域の北部を首都圏新都市鉄道つくばエクスプレス、千葉県道・茨城県道46号野田牛久線が通り、小貝川を隔てたつくばみらい市との間に常総橋があることから、守谷市の北東側の玄関口となっている。緑の色濃い地域で、幹線道路から外れると森林など手付かずの自然が残されている。小貝川堤防より低い対岸とは対照的に、地域内は全体的に堤防よりも標高の高い場所に位置する。
東は小貝川を挟んでつくばみらい市青木（一部小貝川西岸）・長渡呂、西は松並、南は同地、北はつくばみらい市筒戸と接している。

### 河川
- 小貝川 - 地域の東端を流れる一級河川。赤法花を含む中流部[4]では下総国と常陸国の境にもなっていた川で、両国より一字を取った｢常総橋｣が当地からつくばみらい市青木にかけて架けられている。現在の常総端の十数メートル下流にはかつて渡船場が設けられ、対岸の筑波郡青木村とを結んでいた[5]。

### 小字
赤法花には23の小字が存在する。
- 内谷
- 大割
- 大割台
- 大割根
- 押ノ台
- 上塚
- 川端道
- 坂下

- 下手台
- 下手根
- 水神下
- 水神台
- 先作
- 段野
- 堤下
- 天子古台

- 土井
- 西
- 原
- 前畑
- 屋敷付
- 薬師
- 薬師前

## 歴史
当地域は、全域がかつて下総国相馬郡赤法華村となっていた。守谷藩領を経て1642年（寛永19年）に佐倉藩領となり、1664年（寛文4年）に堀田正俊領、2年後の1666年（寛文6年）に幕府領となる。幕府領時代の「元禄郷帳」によると石高が45石余り、割付年貢が15石余り、小物成永が7貫余りであった。1747年（延享4年）には田安領となったが、同年の今仕置書によると人倫の道に重きを置き、鉄砲、キリシタン（切支丹）の取り締まり、人身売買の禁止、田畑譲渡及び移住の制限、博奕等風俗に関する規制など百姓の行為を制限し、民衆に対する教化的条目を巻頭に掲げていた。また、年貢米に関して七ヵ条の項目を設けていた。「天保郷帳」、「旧高簿」によると47石余り、｢旧高旧領取調帳｣によると、幕末（田安領）には42石2斗4升であった。常総橋が架けられる前は、江戸より常陸国笠間へ至る笠間街道が通っていた。また、赤法花村で作成された｢差上申鉄砲証文之事｣において、1867年（慶応3年）11月に田畑を荒らす猪や鹿を退治するための鉄砲の借用及び使用について書かれており、幕末には鹿や猪が村内に存在した。
幕末には下総野鎮撫府を経て、下総知事県の管轄となる。「染谷家文書」によると1868年（明治元年）の村高は45石余り、割付年貢4石余り、小物成永7貫余りであった。1869年（明治2年）には葛飾県、1871年（明治4年）には印旛県の管轄となり、1873年（明治6年）の大区小区制では第十四大区六小区となったが、これは本来は仮定であり、実地不便の向きもあるということを理由に第五大区七小区へと再編されている。また、同年千葉県となる。1875年（明治8年）には千葉県から茨城県に移管され、第九大区二小区となる。1878年（明治11年）の郡区町村制で大区小区の区分けは廃止され、同時に相馬郡が利根川を境に南相馬郡と北相馬郡に分離し、北相馬郡赤法花村となる。また、1889年（明治22年）3月1日には同じ北相馬郡の守谷町、小山村と合併し、赤法花は守谷町の大字となる。守谷町となった2年後の1891年（明治24年）の戸数は15戸、人口は91人で、その他に厩が10棟、船が4隻存在した。2002年（平成14年）2月2日の守谷市の市制施行により、守谷市の大字として現在に至る。

### 地名の由来
承平年間に、平将門が守谷城を築いた際、場内より見る当地域が唐土の赤壁に似ていたことから｢赤法花（赤法華）｣としたと伝えられる。

### 沿革
- 1868年（慶応4年）
  - 6月26日～9月3日（旧暦5月7日～7月17日） 下総野鎮撫府の管轄となる。
  - 9月23日（旧暦8月8日） 府藩県三治制により、下総知事県の管轄となる。
- 1869年（明治2年）2月23日（旧暦1月13日） 下総知事県に代わり、本格的な行政組織として葛飾県を設置、葛飾県相馬郡赤法花村となる。
- 1871年（明治4年）12月25日（旧暦11月14日） 廃藩置県後の県の統合により、葛飾県が生実県、古河県、佐倉県、関宿県、曾我野県、結城県と合併し、印旛県を設置。印旛県相馬郡赤法花村となる。
- 1873年（明治6年）
  - 5月 大区小区制により、第十四大区六小区となる。また、すぐに再編成で第五大区七小区となる。
  - 6月15日 印旛県が木更津県と合併し、千葉県を設置。千葉県に属する。
- 1875年（明治8年）5月7日 境界変更により千葉県から茨城県に移管。第九大区二小区となる。
- 1878年（明治11年）7月22日 郡区町村制施行。同時に相馬郡が、利根川を境に南相馬郡と北相馬郡に分離し、北相馬郡赤法花村となる。
- 1889年（明治22年）3月1日 北相馬郡守谷町、小山村と合併し、北相馬郡守谷町大字赤法花となる。
- 2002年（平成14年）2月2日 市制施行により、守谷市赤法花となる。

## 世帯数と人口
2025年（令和7年）5月1日現在の世帯数と人口は以下の通りである
| 大字   | 世帯数 | 人口 |
| ------ | ------ | ---- |
| 赤法花 | 21世帯 | 52人 |

## 交通
隣市であるつくばみらい市のコミュニティバス｢みらい号｣が地域内を走っている。
コミュニティバス
地域内には｢赤法花｣停留所がある。また、赤法花停留所から守谷駅へ向かい、再度赤法花停留所に停車する路線も存在する。
| 系統 | 主要経由地                                           | 行先           | 運行会社 |
| --- | ---------------------------------------------------- | -------------- | -------- |
| 南(右) | 守谷駅東口・赤法花・小張下宿・愛宕                   | 循環みらい平駅 | ■関鉄    |
| 南(左) | 守谷駅東口・赤法花・伊奈庁舎・ワープステーション江戸 | 循環みらい平駅 | ■関鉄    |
| 北西(右) | 守谷駅東口・小絹駅・谷和原庁舎・紫峰ヶ丘1丁目        | 循環みらい平駅 | ■関鉄    |
| 北西(左) | 守谷駅東口・谷和原大橋・谷和原庁舎・紫峰ヶ丘1丁目    | 循環みらい平駅 | ■関鉄    |
| 備考 - 循環は循環路線 - 南(右)は、つくばみらい市コミュニティバスの系統。南は南ルート、(右)は右回りを意味する。 |                                                      |                |          |

また、現在は廃止されたが、かつては以下の路線バス停留所が存在した。
- 赤法花（現在のみらい号｢赤法花｣停留所付近）

## 小・中学校の学区
市立小・中学校に通う場合、学区は以下の通りとなる。
| 番地 | 小学校     | 中学校     |
| ---- | ---------- | ---------- |
| 全域 | 守谷小学校 | 愛宕中学校 |

## 施設
- 常総橋
- 赤法花公民館 - 赤法花220番地
- 天神社

## 史跡・伝承
- 赤法花の一里塚（庚申塚） - 字天子古台[11]
成立年代は明らかではないが、1825年（文政8年）以前[12]に作られた一里塚。現在は庚申塚と称し、庚申塔や石造物が建立されている。当地は江戸時代には常陸国笠間に通じる笠間街道と称する脇往還であり、一里塚が設置された[13]。

- 赤法花騒動 
江戸時代末期、隣接する守谷町の名主ら数名が赤法花村占有地の測量（縄入れ）を行ったことによる騒動。赤法花村の村民がこの行為を不法として守谷町の名主を捕らえ、赤法花村の名主宅へ軟禁。同行していた数名が守谷町に逃げ帰った後、町民らが大挙して赤法花村に押し掛けた。最終的には守谷町の名主が測量場所を赤法花村の占有地と知らなかったこと、赤法花村の村民が自分達の土地を取り上げようとしていると誤解し、道理を弁えずに名主を捕らえたことを双方が理解し、円満解決となった[14]。